# Heiglhoftheater
Das Heiglhoftheater ist ein Amateurtheater in München. Aktuelle Spielstätten sind das Einstein Kultur ⊙ und die Pasinger Fabrik. ⊙

## Geschichte
Gegründet wurde das Heiglhoftheater 1995 im Studentenwohnheim in der Heiglhofstraße in München-Großhadern. Bis heute haben sich mehr als 180 Mitwirkende an über 40 Inszenierungen beteiligt. Die Gründungsmitglieder sind teilweise auch heute noch aktiv.
2020 feierte das Heiglhoftheater 25-jähriges Jubiläum. 

## Liste der Produktionen
- 1995: Loriots dramatische Werke von Loriot
- 1996: Der nackte Wahnsinn von Michael Frayne
- 1997: Die Nashörner von Eugène Ionesco
- 1998: Und ewig rauschen die Gelder von Michael Cooney
- 1999: Geschlossene Gesellschaft von Jean-Paul Sartre
- 2000: Mort von Terry Pratchett
- 2001: Sein oder Nichtsein von Ernst Lubisch
- 2002: Der Menschenfeind von Molière
- 2003: Picknick im Felde & Auf hoher See von F. Arrabal / S. Mroze
- 2004: Nackt von Doris Dörrie
- 2005: Der Sturm von William Shakespeare
- 2006: Der Regenmacher von N. Richard Nash
- 2007: Der Trauschein von Ephraim Kishon
- 2008: Die Physiker von Friedrich Dürrenmatt
- 2009: Porzellanfraktur von C.B. Gilford
- 2010: Das Urteil von Agatha Christie
- 2011: Bullets over Broadway von Woody Allen
- 2012: Leben des Galilei von Bertolt Brecht
- 2013: So eine Liebe von Pavel Kohout
- 2014: Die Heirat von Nikolai Gogol
- 2015: Drei Schwestern von Vinko Möderndorfer
- 2016: Radio Kashmir von Hansjörg Schertenleib
- 2017: Der Krieg von Carlo Goldoni
- 2018: Aperitif mit dem Teufel von Marius Leutenegger
- 2018: 20.000 Meilen unter dem Meer von Jules Verne
- 2019: Konfusionen von Alan Ayckbourn
- 2019: Der Beweis von David Auburn